# Lennerd Daneels
Lennerd Daneels (Gierle, 10 aprile 1998) è un calciatore belga, attaccante dell'Helmond Sport.

## Caratteristiche tecniche
È un'ala sinistra.

## Carriera
Cresciuto nel settore giovanile del PSV, ha esordito con la squadra riserve del club biancorosso il 25 agosto 2017 disputando l'incontro di Eerste Divisie perso 2-1 contro l'Helmond Sport.
Il 31 maggio 2019 è stato ceduto a titolo definitivo all'RKC Waalwijk.

## Statistiche
Statistiche aggiornate al 1º settembre 2019.

### Presenze e reti nei club
| Stagione        | Squadra         | Campionato      | Campionato | Campionato | Coppe nazionali | Coppe nazionali | Coppe nazionali | Coppe continentali | Coppe continentali | Coppe continentali | Altre coppe | Altre coppe | Altre coppe | Totale | Totale | Totale |
| Stagione        | Squadra         | Comp            | Pres       | Reti       | Comp            | Pres            | Reti            | Comp               | Pres               | Reti               | Comp        | Pres        | Reti        | Pres   | Reti   |        |
| --------------- | --------------- | --------------- | ---------- | ---------- | --------------- | --------------- | --------------- | ------------------ | ------------------ | ------------------ | ----------- | ----------- | ----------- | ------ | ------ | ------ |
| 2017-2018       | Jong PSV        | 1D              | 12         | 1          |                 | -               | -               |                    | -                  | -                  |             | -           | -           | 12     | 1      |        |
| 2018-2019       | Jong PSV        | 1D              | 28         | 4          |                 | -               | -               |                    | -                  | -                  |             | -           | -           | 28     | 4      |        |
| 2019-2020       | RKC Waalwijk    | ED              | 3          | 0          | CO              | 0               | 0               |                    | -                  | -                  |             | -           | -           | 3      | 0      |        |
| Totale carriera | Totale carriera | Totale carriera | 43         | 5          |                 | 0               | 0               |                    | -                  | -                  |             | -           | -           | 43     | 5      |        |